# بيت الشبشيري
بيت الشبشيري يقع حالياً بحارة الشبشيري عطفة التتري المتفرعة من حارة الروم بشاعر المعز لدين الله بالقرب من جامع المؤيد شيخ بقسم الدرب الأحمر. أنشأه محمد بن إمام الدين القباني الشبشيري في زمن غير محدد من القرن 11هـ (17م).

## الوصف
يتكون البيت من ثلاث طوابق يبدأ من:
المدخل: ويقع في الركن الشمالي الشرقي ويليه دركاه مستطيلة بصدرها دخلة بأرضيتها مصطبة مرتفعة بضلعيها الجانبين خزانتان حائطيتان، وعن يسارها باب معقود بعقد يؤدي إلى دهليز مسقف بأقبية متقاطعة يؤدي إلى الفناء المكشوف.
الفناء المكشوف: وهو يعتبر قلب المنزل والذي يتوسطه وتطل عليه شرفات المنزل الداخلية وتتصدر الضلع الجنوبي الشرفي في الفناء تختبوش يتكون من مساحة مستطيلة مغطاة بسقف خشبي مسطح ويوجد به دخلة وخزانة حائطية وفي الجزء الآخر دخلة مسدودة تنتهي بهيئة مسطحة، وفي الضلع الشمالي الغربي من الفناء دخلة متسعة اشبه بايوان مغطى بقبو مدبب تحوي ثلاث ابواب يؤدي كل منها إلى حاصل (مسطحات مغلقة صغيرة للتخزين) بينما يحوي الضلعان الجانبيان للفناء على أربعة ابواب ثلاثة منها تؤدي إلى حواصل والرابع يؤدي إلى السلم الذي يوصل إلى الطوابق العلوية للمنزل. الطابق الأول: ويحتوي على المقعد وهو عبارة عن مساحة مستطيلة وبضلعها الجنوبي الغربي دخلة تشرف على داخل المقعد بكردين ومعبرة وعلى جانبيها خزانتان حائطيتان يعلو كل منهما دخلة مسدودة وبكل من الضلعين الجانبين للمقعد دخلة متسعة يشغل اسفلها بدولاب حائطي وملحق بالمقعد حجرة مستطيلة (خزانة) قسمت حالياً إلى حجرتين وبالضلع الجنوبي الشرقي منهما ثلاثة شبابيك تفتح على الشارع. وفي الجزء الشمالي الغربي من الطابق الأول قاعة صغيرة تتكون من مجاز ارضي منخفض وايوان وبكل من ضلعيها الجانبين دخلة تنتهي بهيئة مسطحة أما الضلع المشرف على الفناء فيحوي مشربية يعلوها شباك من خشب الخرط، ويتقدم هذه القائمة بعض الملاحق المتهدمة. الطابق الثاني: يحتوي الطابق الثاني من المنزل على قاعتين احدهما قاعة كبرى تعلو التختبوش وهي القاعة الرئيسية، وتتكون من دور قاعة وسطى يشرف عليها ايوانان بكردين خشبيين مقرنصنين بينهما معبرة خشبية وتنخفض ارضيتها عن ارضية الإيوانين ويسقفها سقف خشبي من براطيم فقدت كسوتها الزخرفية.
وبالضلع الجنوبي الشرقي من الدور قاعة دخلتان شغلت احداهما بكسوة رخامية والأخرى بخزانة حائطية من أسفل بينما الضلع الشمالي الغربي دخلة بارزة مغطاة بسقف خشبي مزخرف بالأطباق النجمية تتوسطه قبة خشبية وتشرف على الفناء من خلال مشربية. ما الإيوانان الجانبيان فكل منهما عبارة عن مساحة مستطيلة يسقفها سقف خشب ذو براطيم، وتشرف كل منها على الشارع بمشربية في دخلة تشرف على داخل الإيوان بكردين ومعبرة. الطابق الثالث: يعلو المقعد في الطابق الثالث قاعة صغيرة أخرى تتكون من مجاز ارضي وايوان وبالضلع الجنوبي الغربي منه سدلة تشرف عليه بكردين ومعبرة وتحتوي على سدلة على مشربية تشرف على الفناء إلى جانب وجود خزانات حائطية، وبالركن الجنوبي من الإيوان باب يؤدي إلى قاعة صغيرة بجدارها الجنوبي الشرقي شباكان.